# Михаил Црноризац
Преподобни мученик Михаил је хришћански светитељ.
После смрти својих родитеља овај Михаил раздао је цело своје имање сиромасима, а он је отишао на поклоњење светињама у Јерусалим. Потом је ступио у обитељ Светог Саве Освећеног где се замонашио. Много је постио. Тада су Јерусалимом владали Арапи. Једног дана послао је Михаила његов духовни отац у град да прода рукотворине. На улици га је срео шкопац царице арапске и поведе царици да покаже своје рукодеље. Када је царица видела монаха, предложила је монаху да учини прељубу са њом. Када је Михаил одбио предлог и почео да бежи, гневна царица је наредила да га бију штаповима а потом да га воде цару са оптужбом да је хулио веру Мухамедову. Цар му је предложи да прими веру Мухамедову, али он је то одбио. У хришћанској традицији помиње се да су му тада дали неки јак отров, да би га убили; али да је он испио отров, и ништа му није било. Онда је наредио цар да га посеку мачем усред Јерусалима. Монаси су нашли тело његово и пренели у обитељ Светог Саве, где су га часно сахранили. Пострадао је Свети Михаил за Христа у 9. веку.
Српска православна црква слави га 23. маја по црквеном, а 5. јуна по грегоријанском календару.